# قسمت (مجموعه تلویزیونی)
این سریال در سال ۱۳۷۸ ساخته شده و بازیگران نقش اول آن نسترن شمسی و شهیار سعید نیا بوده اند.
قسمت یک مجموعه تلویزیونی محصول سال ۱۳۸۰ به کارگردانی علی ملاجانی، نویسندگی  و تهیه‌کنندگی  می‌باشد که از شبکه پخش شد.

## بازیگران
- آزیتا لاچینی
- امیر گرجی
- حبیب ثامنیه
- حسن نجفی
- سیدجعفر حسینی
- شهیار سعیدنیا
- شیوا صابر
- عبدالله احمدی
- علیرضا نصیری
- فاطمه طاهری
- محبوبه نظری
- محمد ابهری
- محمد فرخی
- محمدباقر قاسملوئیان
- محمود جباری
- ملیحه اکبری
- مهرانه شبستانی
- نسترن شمسی
- هما خاکپاش